# حصن العطاب الأسفل (بعدان)

تعديل مصدري - تعديل

حصن العطاب الأسفل هي إحدى قرى عزلة الحرث بمديرية بعدان التابعة لمحافظة إب، بلغ تعداد سكانها 155 نسمة حسب تعداد اليمن لعام 2004.